# US Open 2017
Die 137. US Open waren das letzte von vier Grand-Slam-Turnieren, den am höchsten dotierten Tennisturnieren, der Saison 2017. Sie fanden vom 28. August bis 10. September 2017 im USTA Billie Jean King National Tennis Center im Flushing-Meadows-Park in New York City, USA statt.
Titelverteidiger im Einzel waren Stan Wawrinka bei den Herren sowie Angelique Kerber bei den Damen. Im Herrendoppel gewannen Jamie Murray und Bruno Soares im Vorjahr, im Damendoppel waren Bethanie Mattek-Sands und Lucie Šafářová die Titelverteidiger. Laura Siegemund und Mate Pavić waren die Titelverteidiger im Mixed.
Bethanie Mattek-Sands wie auch Laura Siegemund hatten ihre Erfolge aus dem Vorjahr in diesem Jahr nicht wiederholen können. Siegemund erlitt im Mai einen Kreuzbandriss beim WTA-Turnier in Nürnberg, bei Bethanie Mattek-Sands riss im Juli die Patellasehne in Wimbledon. Ebenso hatte Stan Wawrinka vor dem Turnier wegen einer Knieoperation bereits die Saison beendet, sodass er nicht zur Titelverteidigung antreten konnte.

## Preisgeld
Das Preisgeld betrug in diesem Jahr 50.464.800 US-Dollar, was einen Anstieg zum Vorjahr von etwa 9 % bedeutete.
| Erreichte Runde | Einzel      | Doppel*   | Mixed*    |
| --------------- | ----------- | --------- | --------- |
| Sieg            | 3.700.000 $ | 675.000 $ | 150.000 $ |
| Finale          | 1.825.000 $ | 340.000 $ | 70.000 $  |
| Halbfinale      | 920.000 $   | 160.000 $ | 30.000 $  |
| Viertelfinale   | 470.000 $   | 82.000 $  | 15.000 $  |
| Achtelfinale    | 253.625 $   | 44.000 $  | 10.000 $  |
| Dritte Runde    | 144.000 $   | 26.500 $  | 5.000 $   |
| Zweite Runde    | 86.000 $    | 16.500 $  |           |
| Erste Runde     | 50.000 $    |           |           |
| Q3              | 27.000 $    |           |           |
| Q2              | 15.700 $    |           |           |
| Q1              | 8.000 $     |           |           |

* pro Team; Q = Qualifikationsrunde
Zusätzlich erhielten die drei bestplatzierten Spieler/-innen der US Open Series 2017 einen Bonus.

## Absagen
Vor Turnierbeginn hatten folgende gesetzte Spieler ihre Teilnahme abgesagt:
- Novak Đoković, Ellenbogenverletzung[4]
- Stan Wawrinka, Reha nach Knieoperation[4]
- Kei Nishikori, Handgelenksverletzung[5]
- Serena Williams, Schwangerschaft[6]
- Milos Raonic, Handgelenksverletzung[7]
- Andy Murray, Hüftverletzung[8]
- Timea Bacsinszky, Oberschenkel-, Handgelenksverletzung[9]

## Herreneinzel
Setzliste
| Nr. | Spieler               | Erreichte Runde |
| --- | --------------------- | --------------- |
| 01. | Rafael Nadal          | Sieg            |
| 02. | Andy Murray           | Rückzug         |
| 03. | Roger Federer         | Viertelfinale   |
| 04. | Alexander Zverev      | 2. Runde        |
| 05. | Marin Čilić           | 3. Runde        |
| 06. | Dominic Thiem         | Achtelfinale    |
| 07. | Grigor Dimitrow       | 2. Runde        |
| 08. | Jo-Wilfried Tsonga    | 2. Runde        |
| 09. | David Goffin          | Achtelfinale    |
| 10. | John Isner            | 3. Runde        |
| 11. | Roberto Bautista Agut | 3. Runde        |
| 12. | Pablo Carreño Busta   | Halbfinale      |
| 13. | Jack Sock             | 1. Runde        |
| 14. | Nick Kyrgios          | 1. Runde        |
| 15. | Tomáš Berdych         | 2. Runde        |
| 16. | Lucas Pouille         | Achtelfinale    |
| 17. | Sam Querrey           | Viertelfinale   |

| Nr. | Spieler               | Erreichte Runde |
| --- | --------------------- | --------------- |
| 18. | Gaël Monfils          | 3. Runde        |
| 19. | Gilles Müller         | 2. Runde        |
| 20. | Albert Ramos Viñolas  | 2. Runde        |
| 21. | David Ferrer          | 1. Runde        |
| 22. | Fabio Fognini         | 1. Runde        |
| 23. | Mischa Zverev         | Achtelfinale    |
| 24. | Juan Martín del Potro | Halbfinale      |
| 25. | Karen Chatschanow     | 1. Runde        |
| 26. | Richard Gasquet       | 1. Runde        |
| 27. | Pablo Cuevas          | 1. Runde        |
| 28. | Kevin Anderson        | Finale          |
| 29. | Diego Schwartzman     | Viertelfinale   |
| 30. | Adrian Mannarino      | 3. Runde        |
| 31. | Feliciano López       | 3. Runde        |
| 32. | Robin Haase           | 1. Runde        |
| 33. | Philipp Kohlschreiber | Achtelfinale    |

## Dameneinzel
Setzliste
| Nr. | Spielerin            | Erreichte Runde |
| --- | -------------------- | --------------- |
| 01. | Karolína Plíšková    | Viertelfinale   |
| 02. | Simona Halep         | 1. Runde        |
| 03. | Garbiñe Muguruza     | Achtelfinale    |
| 04. | Elina Switolina      | Achtelfinale    |
| 05. | Caroline Wozniacki   | 2. Runde        |
| 06. | Angelique Kerber     | 1. Runde        |
| 07. | Johanna Konta        | 1. Runde        |
| 08. | Swetlana Kusnezowa   | 2. Runde        |
| 09. | Venus Williams       | Halbfinale      |
| 10. | Agnieszka Radwańska  | 3. Runde        |
| 11. | Dominika Cibulková   | 2. Runde        |
| 12. | Jeļena Ostapenko     | 3. Runde        |
| 13. | Petra Kvitová        | Viertelfinale   |
| 14. | Kristina Mladenovic  | 1. Runde        |
| 15. | Madison Keys         | Finale          |
| 16. | Anastasija Sevastova | Viertelfinale   |

| Nr. | Spielerin                    | Erreichte Runde |
| --- | ---------------------------- | --------------- |
| 17. | Jelena Wesnina               | 3. Runde        |
| 18. | Caroline Garcia              | 3. Runde        |
| 19. | Anastassija Pawljutschenkowa | 1. Runde        |
| 20. | Coco Vandeweghe              | Halbfinale      |
| 21. | Ana Konjuh                   | 1. Runde        |
| 22. | Peng Shuai                   | 2. Runde        |
| 23. | Barbora Strýcová             | 2. Runde        |
| 24. | Kiki Bertens                 | 1. Runde        |
| 25. | Daria Gavrilova              | 2. Runde        |
| 26. | Anett Kontaveit              | 1. Runde        |
| 27. | Zhang Shuai                  | 2. Runde        |
| 28. | Lessja Zurenko               | 1. Runde        |
| 29. | Mirjana Lučić-Baroni         | 2. Runde        |
| 30. | Julia Görges                 | Achtelfinale    |
| 31. | Magdaléna Rybáriková         | 3. Runde        |
| 32. | Lauren Davis                 | 1. Runde        |

## Herrendoppel
Setzliste
| Nr. | Paarung                             | Erreichte Runde |
| --- | ----------------------------------- | --------------- |
| 01. | Henri Kontinen John Peers           | Halbfinale      |
| 02. | Łukasz Kubot Marcelo Melo           | 2. Runde        |
| 03. | Pierre-Hugues Herbert Nicolas Mahut | 1. Runde        |
| 04. | Jamie Murray Bruno Soares           | Viertelfinale   |
| 05. | Bob Bryan Mike Bryan                | Halbfinale      |
| 06. | Ivan Dodig Marcel Granollers        | Achtelfinale    |
| 07. | Raven Klaasen Rajeev Ram            | 1. Runde        |
| 08. | Ryan Harrison Michael Venus         | 1. Runde        |

| Nr. | Paarung                        | Erreichte Runde |
| --- | ------------------------------ | --------------- |
| 09. | Oliver Marach Mate Pavić       | Achtelfinale    |
| 10. | Rohan Bopanna Pablo Cuevas     | 2. Runde        |
| 11. | Feliciano López Marc López     | Finale          |
| 12. | Jean-Julien Rojer Horia Tecău  | Sieg            |
| 13. | Brian Baker Nikola Mektić      | 1. Runde        |
| 14. | Julio Peralta Horacio Zeballos | 2. Runde        |
| 15. | Santiago González Donald Young | 1. Runde        |
| 16. | Sam Groth Aisam-ul-Haq Qureshi | 1. Runde        |

## Damendoppel
Setzliste
| Nr. | Paarung                            | Erreichte Runde |
| --- | ---------------------------------- | --------------- |
| 01. | Jekaterina Makarowa Jelena Wesnina | Achtelfinale    |
| 02. | Chan Yung-jan Martina Hingis       | Sieg            |
| 03. | Lucie Šafářová Barbora Strýcová    | Halbfinale      |
| 04. | Sania Mirza Peng Shuai             | Halbfinale      |
| 05. | Tímea Babos Andrea Hlaváčková      | Viertelfinale   |
| 06. | Ashleigh Barty Casey Dellacqua     | 2. Runde        |
| 07. | Lucie Hradecká Kateřina Siniaková  | Finale          |
| 08. | Anna-Lena Grönefeld Květa Peschke  | 1. Runde        |

| Nr. | Paarung                                          | Erreichte Runde |
| --- | ------------------------------------------------ | --------------- |
| 09. | Gabriela Dabrowski Xu Yifan                      | Viertelfinale   |
| 10. | Abigail Spears Katarina Srebotnik                | 1. Runde        |
| 11. | Kiki Bertens Johanna Larsson                     | Achtelfinale    |
| 12. | Hsieh Su-wei Monica Niculescu                    | Achtelfinale    |
| 13. | Kristina Mladenovic Anastassija Pawljutschenkowa | Achtelfinale    |
| 14. | Andreja Klepač María José Martínez Sánchez       | Viertelfinale   |
| 15. | Makoto Ninomiya Renata Voráčová                  | 1. Runde        |
| 16. | Nao Hibino Alicja Rosolska                       | 2. Runde        |

## Mixed
Setzliste
| Nr. | Paarung                      | Erreichte Runde |
| --- | ---------------------------- | --------------- |
| 01. | Martina Hingis Jamie Murray  | Sieg            |
| 02. | Sania Mirza Ivan Dodig       | 1. Runde        |
| 03. | Chan Hao-ching Michael Venus | Finale          |
| 04. | Tímea Babos Bruno Soares     | Viertelfinale   |

| Nr. | Paarung                                  | Erreichte Runde |
| --- | ---------------------------------------- | --------------- |
| 05. | Casey Dellacqua Rajeev Ram               | 1. Runde        |
| 06. | Andrea Hlaváčková Édouard Roger-Vasselin | 1. Runde        |
| 07. | Gabriela Dabrowski Rohan Bopanna         | Viertelfinale   |
| 08. | Lucie Hradecká Marcin Matkowski          | Viertelfinale   |

## Junioreneinzel
Setzliste
| Nr. | Spieler           | Erreichte Runde |
| --- | ----------------- | --------------- |
| 01. | Axel Geller       | Finale          |
| 02. | Wu Yibing         | Sieg            |
| 03. | Jurij Rodionov    | 2. Runde        |
| 04. | Yūta Shimizu      | 1. Runde        |
| 05. | Marko Miladinović | 2. Runde        |
| 06. | Yshai Oliel       | 2. Runde        |
| 07. | Trent Bryde       | 2. Runde        |
| 08. | Hsu Yu-hsiou      | 2. Runde        |

| Nr. | Spieler                    | Erreichte Runde |
| --- | -------------------------- | --------------- |
| 09. | Michael Vrbenský           | 1. Runde        |
| 10. | Sebastián Báez             | Viertelfinale   |
| 11. | Oliver Crawford            | Viertelfinale   |
| 12. | Patrick Kypson             | 1. Runde        |
| 13. | Sebastian Korda            | 2. Runde        |
| 14. | Thiago Seyboth Wild        | 1. Runde        |
| 15. | Duarte Vale                | Achtelfinale    |
| 16. | Juan Pablo Grassi Mazzuchi | 1. Runde        |

## Juniorinneneinzel
Setzliste
| Nr. | Spielerin        | Erreichte Runde |
| --- | ---------------- | --------------- |
| 01. | Whitney Osuigwe  | 2. Runde        |
| 02. | Marta Kostjuk    | 2. Runde        |
| 03. | Jelena Rybakina  | Viertelfinale   |
| 04. | Amanda Anisimova | Sieg            |
| 05. | Carson Branstine | 2. Runde        |
| 06. | Wang Xinyu       | 2. Runde        |
| 07. | Taylor Johnson   | 1. Runde        |
| 08. | Olga Danilović   | Viertelfinale   |

| Nr. | Spielerin                   | Erreichte Runde |
| --- | --------------------------- | --------------- |
| 09. | Sofia Sewing                | 1. Runde        |
| 10. | Simona Waltert              | Achtelfinale    |
| 11. | Ann Li                      | 1. Runde        |
| 12. | María Camila Osorio Serrano | 2. Runde        |
| 13. | Emily Appleton              | 1. Runde        |
| 14. | Mai Hontama                 | 1. Runde        |
| 15. | Sofja Lansere               | Achtelfinale    |
| 16. | Liang En-shuo               | 2. Runde        |

## Juniorendoppel
Setzliste
| Nr. | Paarung                         | Erreichte Runde |
| --- | ------------------------------- | --------------- |
| 01. | Hsu Yu-hsiou Wu Yibing          | Sieg            |
| 02. | Jurij Rodionov Michael Vrbenský | 2. Runde        |
| 03. | Trent Bryde Duarte Vale         | Halbfinale      |
| 04. | Oliver Crawford Patrick Kypson  | 2. Runde        |

| Nr. | Paarung                            | Erreichte Runde |
| --- | ---------------------------------- | --------------- |
| 05. | Sebastián Báez Thiago Seyboth Wild | Halbfinale      |
| 06. | Axel Geller Alexandre Rotsaert     | Viertelfinale   |
| 07. | Yshai Oliel Alexei Sacharow        | 2. Runde        |
| 08. | Sebastian Korda Nicolás Mejía      | 1. Runde        |

## Juniorinnendoppel
Setzliste
| Nr. | Paarung                       | Erreichte Runde |
| --- | ----------------------------- | --------------- |
| 01. | Olga Danilović Marta Kostjuk  | Sieg            |
| 02. | Carson Branstine Sofia Sewing | 2. Runde        |
| 03. | Caty McNally Whitney Osuigwe  | 1. Runde        |
| 04. | Liang En-shuo Wang Xinyu      | Halbfinale      |

| Nr. | Paarung                                 | Erreichte Runde |
| --- | --------------------------------------- | --------------- |
| 05. | Anastassija Charitonowa Jelena Rybakina | 1. Runde        |
| 06. | Emily Appleton Emiliana Arango          | Viertelfinale   |
| 07. | Sofja Lansere Kamilla Rachimowa         | Halbfinale      |
| 08. | Elysia Bolton Ann Li                    | Viertelfinale   |

## Herreneinzel-Rollstuhl
Setzliste
| Nr. | Spieler           | Erreichte Runde |
| --- | ----------------- | --------------- |
| 01. | Gustavo Fernández | Halbfinale      |
| 02. | Gordon Reid       | Halbfinale      |

## Dameneinzel-Rollstuhl
Setzliste
| Nr. | Spielerin      | Erreichte Runde |
| --- | -------------- | --------------- |
| 01. | Yui Kamiji     | Sieg            |
| 02. | Diede de Groot | Finale          |

## Herrendoppel-Rollstuhl
Setzliste
| Nr. | Paarung                        | Erreichte Runde |
| --- | ------------------------------ | --------------- |
| 01. | Stéphane Houdet Nicolas Peifer | Finale          |
| 02. | Alfie Hewett Gordon Reid       | Sieg            |

## Damendoppel-Rollstuhl
Setzliste
| Nr. | Paarung                       | Erreichte Runde |
| --- | ----------------------------- | --------------- |
| 01. | Marjolein Buis Diede de Groot | Sieg            |
| 02. | Yui Kamiji Lucy Shuker        | Halbfinale      |